# Van Wallach
Van Stanley Bartholomew Wallach (* 9. April 1947) ist ein US-amerikanischer Herpetologe. Er gilt als Experte für Schlangen und Blindschlangen.

## Leben
Wallach erlangte 1991 mit der Arbeit Comparative visceral topography of African colubrid snakes of the subfamilies Aparallactinae and Atractaspidinae unter der Leitung von Douglas A. Rossman den Master of Science an der Louisiana State University. 1998 wurde er mit der Dissertation The visceral anatomy of blindsnakes and wormsnakes and its systematic implications (Serpentes: Anomalepididae, Typhlopidae, Leptotyphlopidae) unter der Leitung von Charles A. M. Meszoely (1933–2020) an der Northeastern University in Boston zum Ph.D. promoviert. 
Wallach war 15 Jahre Professor an der Harvard University und bis 2012 Kurator am Louis Agassiz Museum of Comparative Zoology.  Er schrieb herpetologische Beiträge zur Encyclopedia Britannica und er war 2014 Co-Autor des Nachschlagewerks Snakes of the World: A Catalogue of Living and Extinct Species (mit Kenneth L. Williams und Jeff Boundy). Ferner war er Gutachter bei 22 akademischen Zeitschriften. Er ist unter anderen Mitglied bei der Society for the Study of Amphibians and Reptiles, der Herpetological Association of Africa und der New England Herpetological Society. Als Autor oder Co-Autor hat er zu 19 Buchkapiteln sowie zehn Büchern und Monografien beigetragen. Sein Fachgebiet umfasst die Biodiversität, Klassifikation, Taxonomie, Systematik, Nomenklatur, Biogeographie, Evolution, vergleichende Anatomie und Identifikation von Schlangen und Blindschlangen. Dazu zählen die Erstbeschreibungen von 49 Arten.

## Dedikationsnamen

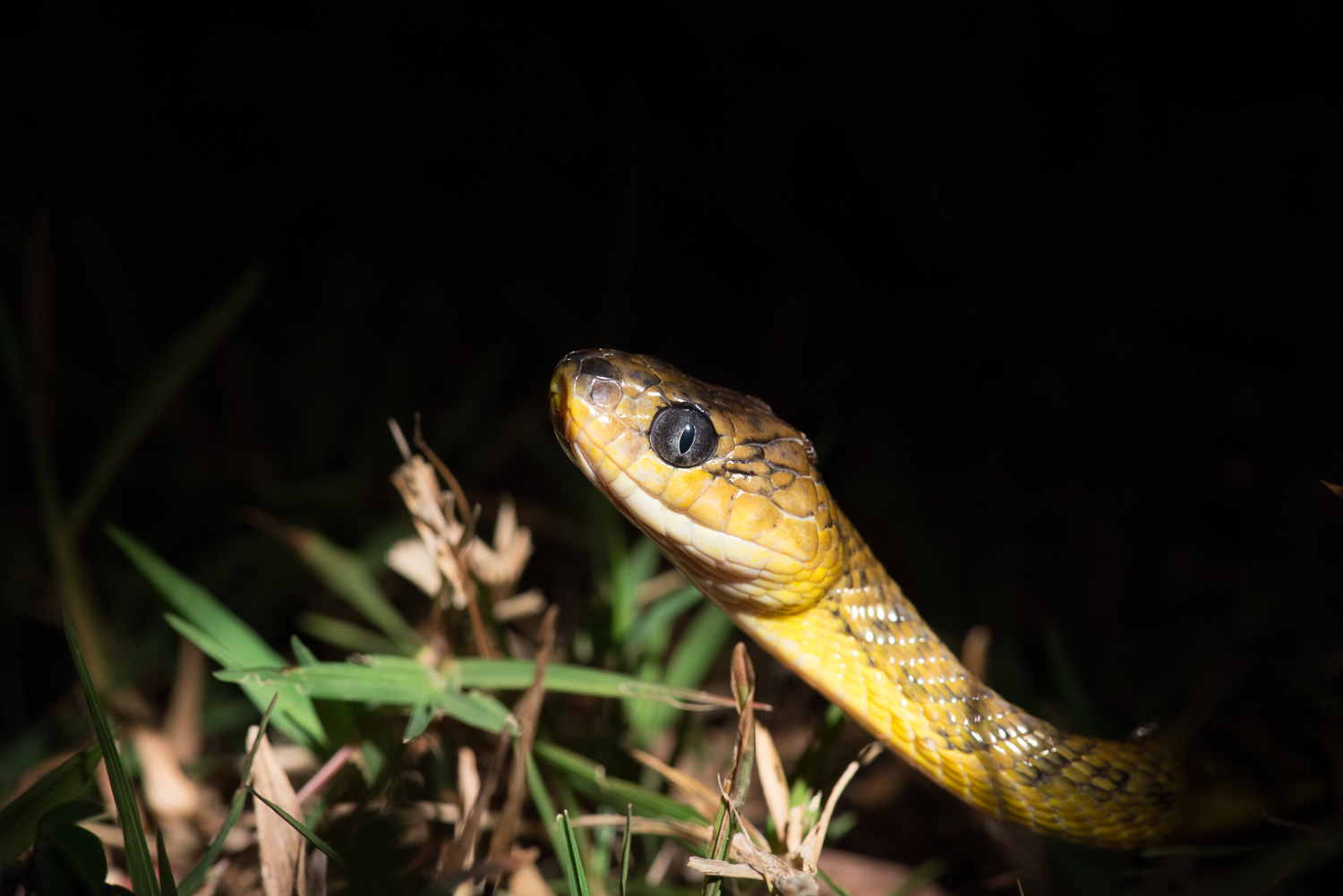
Die Nachtbaumnattern-Art Boiga wallachi von den Nikobaren ist nach Van Wallach benannt.

1998 benannte Indraneil Das die Schlangenart Boiga wallachi zu Ehren von Van Wallach. 2023 benannte Fred Kraus die Blindschlangenart Gerrhopilus wallachi nach ihm.

## Schriften (Auswahl)
- Snakes of the World, Volume 1: Synopsis of Snake Generic Names, 1989
- Uncover a Cobra, 2005
- A revision of the genus Leptotyphlopsin northeastern Africa and southwestern Arabia (Serpentes: Leptotyphlopidae), 2007
- Cobras, 2008
- Garter Snakes, 2008
- Corn Snakes, 2009
- Black Mambas, 2009
- A review of the eastern and southern African blind-snakes (Serpentes: Typhlopidae), excluding Letheobia Cope, with the description of two new genera and a new species, 2009
- Snakes of the World: A Catalogue of Living and Extinct Species, 2014
- Systematics of the Blindsnakes (Serpentes: Scolecophidia: Typhlopoidea) Based on Molecular and Morphological Evidence, 2014